# Андре Базен
Андре Базен (фр. André Bazin; Анже, 18. април 1918 – Ножан сир Марн, 11. новембар 1958) био је француски филмски теоретичар, критичар и есејиста, оснивач такозване младе критике у Француској, која се окупљала око часописа Cahiers du cinéma чији је до смрти он био уредник.

## Биографија
Андре Базен је рођен у Анжеу у Француској 1918. године. Завршио је студије педагогије.  Упознао је будућу супругу, филмску и телевизијску продуценткињу Жанин Кирш (франц. Janine Kirsch), касније Жанин Базен, док је радио у војној организацији: Рад и култура (франц. Labour and Culture) повезаној са француском Комунистичком партијом током Другог светског рата. Венчали су се 1949. године. Добили су сина по имену Флоран. Андре Базен је умро 1958. године, у доби од 40 година старости, од леукемије.

## Теорија филма
Многи теоретичари сматрају да је Андре Базен духовни отац новог таласа у француском филму који је настао крајем педесетих година и чији су протагонисти били Базенови следбеници: Жан-Лик Годар, Франсоа Трифо и Клод Шаброл. Био је инспиратор модерне теоријске мисли о филму којем је прилазио са позиција персонализма Емануела Муњеа и заступао такозвано онтолошко схватање филма, сматрајући га пре свега живом фотографијом. Из тога је изводио закључак да је филмска слика у суштини реалистичко сведочанство о стварности, на чему почива њена психолошка уверљивост (Отологија фотографске слике / Ontologie de l'image photographique, 1945) и тражио је ревизију класичних схватања о специфичним средствима изражавања у седмој уметности (Еволуција кинематографског језика / L'évolution du langage cinématographique 1950—1955).
Андре Базен је тврдио да апсолутизовање монтаже, какво је пропагирала класична теорија филма под утицајем совјетске монтажне школе, може да уништи уверљивост филмског сведочанства када год суштина догађаја зависи од истовремене присутности два или више узрока радње у јединственом филмском простору (идеја о забрањеној монтажи у огледу: Забрањена монтажа / Montage interdit, 1953—1957) Такође је устајао против такозваног чистог филма. Другим речима, заступао је мисао о нечистом филму (За нечисти филм, одбрана адаптације  / Pour un cinéma impur, défense de l'adaptation, 1952), који преузимајући теме из других уметности, поштује њихове условљености и покушава да их верно дочара на екрану (Позориште и филм / Théâtre et cinéma, 1951)
Базен је пропагирао стилски поступак употребе дубинског кадра који, по његовом мишљењу доводи гледаоца у положај слободног избора онога шта ће гледати, чиме му обезбеђује појачану менталну активност и перцептивну слободу (Вилијам Вајлер или јансенист режије / William Wyler ou le janséniste  de la mise-en-scéne, 1948).
Насупрот Рудолфу Арнхајму, тврдио је да техничка усавршавања филма воде остварењу потпуног филма, о којем је човек имао платонску идеју и пре изума камере  (Мит тоталног филма / Le mythe du cinéma total, 1946) Подржавао је мисао (Amédée Ayfre) о неореализму као утеловљењу праве нарави медија. (Филмски реализам и италијанска школа у време ослобођења / Le réalisme cinématographique et l'école italienne de la libération, 1948).
Андре Базен своја теоријска размишљања најчешће није саопштавао у посебним теоријским радовима, већ је њима прожимао своје критике и огледе, потакнуте појединачним филмским остварењима. Његова есејистика је била брилијантна, надахнута кохерентним теоријским ставом.
Најважнији његови радови сакупљени су у четири књиге (Шта је филм? / Qu’est-ce que le cinéma? I-IV, 1958-1961).